# Алиев, Медербек Кубанычевич
Медербек Кубанычевич Алиев  (род. 29 октября 1986, Аксыйский район, Джалал-Абадская область) — депутат Жогорку Кенеша Кыргызской Республики VII созыва от политической партии «Ишеним» (с 2021 года). Председатель Комитета по конституционному законодательству, государственному устройству, судебно-правовым вопросам и регламенту (с 12.01.2022 по 30.11.2022). Член Комитета по социальной политике (с 30.11.2022).

## Биография
Родился 29 октября 1986 года.
Образование высшее. В 2005 - 2010 годах обучался в Кыргызско–Российском Славянском университете на юридическом факультете.
Трудовая деятельность:
2007-2009 гг.- юридическая клиника при университете КРСУ «Street law», волонтер-преподаватель права в школе и медресе.
2010-2011 гг. - помощник адвоката в коллегии адвокатов г. Бишкек и Чуйской области.
2011-2012 гг. -  помощник депутата Жогорку Кенеша Кыргызской Республики.
2014-2016 гг.- заведующий отделом поддержки инвесторов в Агентстве по продвижению инвестиций при Министерстве экономики Кыргызской Республики.
2016-2017 гг. - заведующий отделом поддержки и правового обеспечения инвесторов в Государственном Агентстве по продвижению инвестиций Кыргызской Республики.
2019-2020 гг. - директор Агентства развития города при мэрии г. Бишкек.
2020 год - директор Департамента экономики и инвестиций при мэрии г. Бишкек.
2018-2020 гг. -  преподаватель права по совместительству в международном университете «Ата-Турк Ала-Тоо».
В 2021 году избран депутатом Жогорку Кенеша Кыргызской Республики VII созыва по списку политической партии «Ишеним».
С 13 января по 1 декабря 2022 года являлся председателем Комитета  по конституционному законодательству, государственному устройству, судебно-правовым вопросам и Регламенту Жогорку Кенеша Кыргызской Республики.
Награды:
Отличник государственной службы Кыргызской Республики.
В 2017 году по данным экспертно-аналитического центра Российской академии народного хозяйства и государственной службы при президенте Российской Федерации (РАНХиГС) вошёл в список 60 молодых лидеров стран ЕАЭС.
Награжден серебряной медалью «Древо дружбы» ПАО СНГ и межгосударственной телерадиокомпании «Мир».
Награжден нагрудным знаком 1 степени Генеральной прокуратуры Кыргызской Республики « За вклад в укрепление законности».